# Глазчатый свистун
Глазчатый свистун (Leptodactylus latrans) — вид лягушек из семейства свистуновых.
Общая длина достигает 8—12 см. Наблюдается половой диморфизм — самец крупнее самки. Голова вытянута. Туловище довольно стройное. Совсем отсутствуют плавательные перепонки и чрезвычайно толстые передние конечности. На задних лапах пальцы значительно длиннее, чем на передних. Пальцы имеют своеобразную бахрому. Окраска спины тёмно-зеленая, серая или красновато-коричневая. По основному фону проходят хаотично разбросанные белые пятнышки с чёрной каймой, напоминающие глаза, отсюда название этого вида. Часто встречаются особи с совершенно чёрными пятнами. Брюхо и горло белого цвета. При этом на горле имеются чёрные точки.
Любит тропические и субтропические леса, луга, саванны, влажные кустарники, пастбища. Встречается на высоте до 1400 метров над уровнем моря. Держится всегда поблизости от воды, чтобы иметь возможность немедленно укрыться в ней, если его испугают. Несмотря на отсутствие плавательных перепонок хорошо плавает. Днём скрывается в лужах, болотах и стоячей воде, при наступлении вечерней прохлады или в дождливую погоду он оставляет свои убежища и быстро и ловко передвигается в траве, делая довольно большие прыжки. В это время можно слышать его голос, напоминающий свист, которым подзывают собаку. Питается насекомыми и их личинками.
В период спаривания самцы издают другой, отрывистый звук, похожий на лай. Этот свистун строит в водной растительности гнездо, похожее на взбитые белки. Полость этого гнезда сквозная, и животное сидит в нём глубоко в воде. Размножение происходит в сентябре-феврале. Самка откладывает 1000—1500 яиц и остается в гнезде для защиты. После своего появления головастики некоторое время держатся около гнезда.
Продолжительность жизни до 15 лет.
Вид распространён в Колумбии, Венесуэле, Гайане, Суринаме, Гвиане, Бразилии, Боливии, Парагвае, Уругвае, Аргентине, а также на острове Тринидад.